# بتنرية لوخية
بتنرية لوخية (الاسم العلمي:Byttneria loxensis) هي نوع من النباتات تتبع جنس البتنرية من الفصيلة الخبازية.